# Stefania Domańska

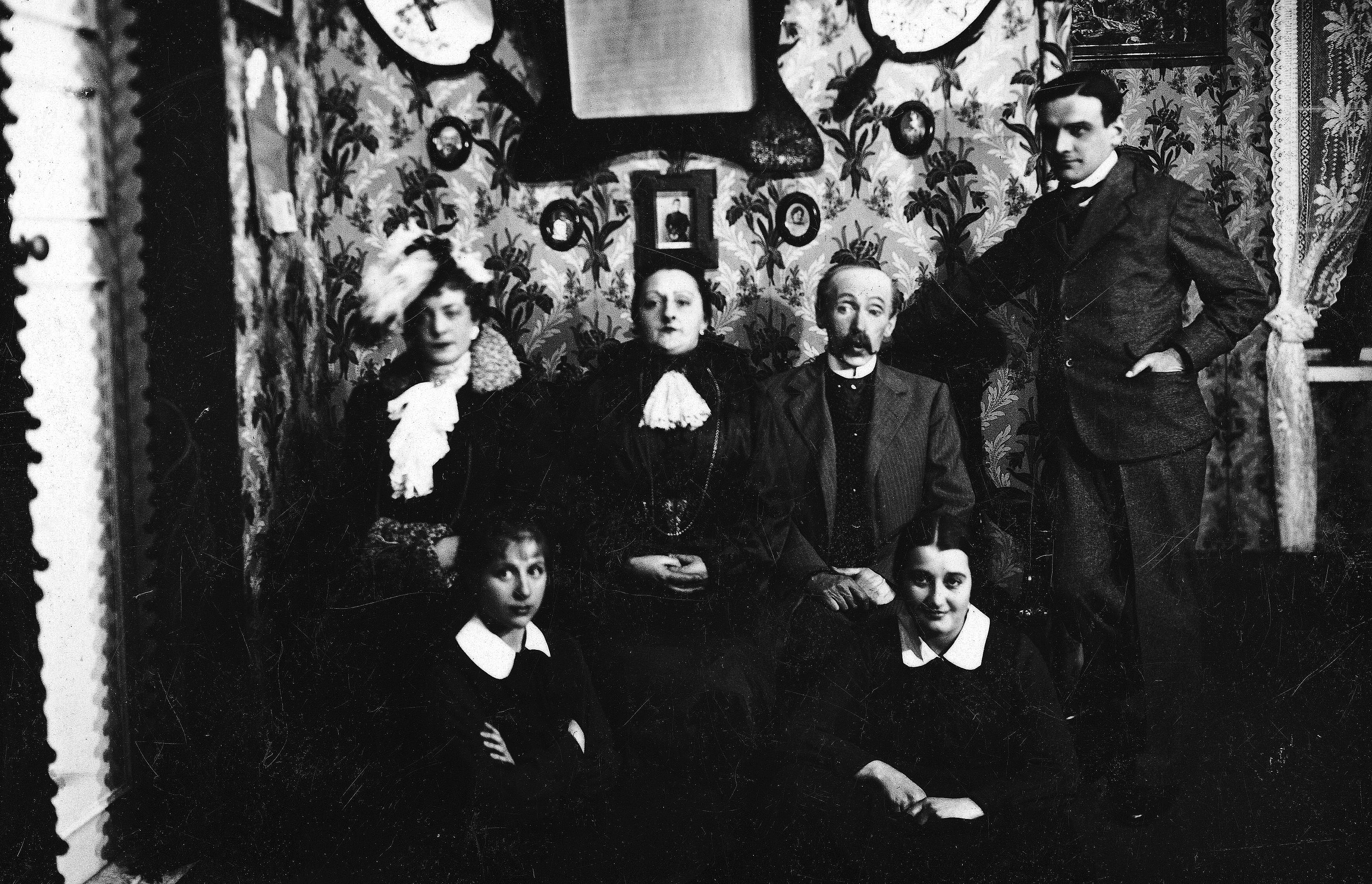
Stefania Gintel (siedzi pierwsza od lewej na pierwszym planie) w przedstawieniu Moralność Pani Dulskiej w Teatrze Miejskim w Wilnie (1925)

Stefania Domańska z d. Gintel (ur. 18 maja 1914 w Krakowie, zm. 9 lutego 2005 w Warszawie) – polska aktorka teatralna i telewizyjna, reżyserka teatralna.

## Życiorys
W latach 30. XX wieku ukończyła Szkołę Teatralną w Krakowie. Po studiach została zaangażowana do Teatru Miejskiego w Krakowie, gdzie występowała do 1934 roku. W kolejnych latach grała w Stołecznym Teatrze Powszechnym (1935–1936), Teatrze im. Wojciecha Bogusławskiego w Kaliszu (1936–1938) oraz Teatrze Miejskim w Wilnie (1938–1939). Wówczas też wyszła za mąż za aktora Wiktora Domańskiego.
Po wybuchu II wojny światowej znalazła się wraz z mężem najpierw w Białymstoku, a po jego aresztowaniu przeniosła się do Lwowa. W 1944 roku trafiła do Rzeszowa, gdzie była jedną z organizatorek tamtejszego Teatru Narodowego Ziemi Rzeszowskiej oraz działającego przy nim Studia Dramatycznego. Następnie, w 1945 roku, przeniosła się do Jeleniej Góry, gdzie miała objąć kierownictwo Teatru Dolnośląskiego. Omyłkowo to samo stanowisko przyznano również Jerzemu Waldenowi. W 1947 roku wraz z drugim mężem Andrzejem Szalawskim przeniosła się do Łodzi, gdzie występowała do 1949 roku w tamtejszym Teatrze Wojska Polskiego. Rozpoczęła również studia reżyserskie na tamtejszej Państwowej Wyższej Szkole Filmowej, Telewizyjnej i Teatralnej, które ukończyła w 1949 roku. Lata 1949–1951 spędziła grając w Częstochowie, natomiast w okresie 1950–1951 pracowała w Warszawie w Zjednoczonych Przedsiębiorstwach Rozrywkowych. Następnie była kierownikiem artystycznym Teatru im. Wojciecha Bogusławskiego w Kaliszu (1951–1953), aktorem i reżyserem Teatru im. Stefana Jaracza w Łodzi (1953–1954) oraz kierownikiem artystycznym w Teatrze Ziemi Łódzkiej (1954–1958). Ostatnie lata pracy spędziła w Warszawie, reżyserując w Teatrze Narodowym (1958–1976).
W 1958 roku wyreżyserowała spektakl Teatru Telewizji pt. Ptak wg dramatu Jerzego Szaniawskiego. Zagrała także epizodyczną rolę w serialu Klan.
Z małżeństwa z Wiktorem Domańskim urodził się syn Jacek Domański (ur. 1941) – również aktor. Została pochowana na cmentarzu ewangelicko-augsburskim w Warszawie. 